# Campionati italiani primaverili di nuoto 2007
I Campionati italiani primaverili di nuoto 2007 si sono svolti a Livorno tra il 19 e il 22 aprile 2007.

## Podi

### Uomini
| Evento               | Oro                                                                                                | Tempo      | Argento                                                                                     | Tempo    | Bronzo                                                                                      | Tempo    |
| Stile libero         | |            |                                                                                             |          |                                                                                             |          |
| 50 m                 | Federico Bocchia                                                                                   | 22.57      | Lorenzo Vismara                                                                             | 22.87    | Giovanni Rossi                                                                              | 23.16    |
| 100 m                | Alessandro Calvi                                                                                   | 50.28      | Mauro Gallo                                                                                 | 50.29    | Simone Ciancarini                                                                           | 50.60    |
| 200 m                | Marco Belotti                                                                                      | 1'49.06    | Federico Colbertaldo                                                                        | 1'50.35  | Cesare Sciocchetti                                                                          | 1'50.41  |
| 400 m                | Federico Colbertaldo                                                                               | 3'48.71    | Samuel Pizzetti                                                                             | 3'50.86  | Nicola Bolzonello                                                                           | 3'51.95  |
| 800 m                | Federico Colbertaldo                                                                               | 7'54.34    | Samuel Pizzetti                                                                             | 7'58.96  | Gabriele Zancanaro                                                                          | 8'04.57  |
| 1500 m               | Federico Colbertaldo                                                                               | 15'07.16   | Samuel Pizzetti                                                                             | 15'09.94 | Gabriele Zancanaro                                                                          | 15'20.16 |
| Dorso                | |            |                                                                                             |          |                                                                                             |          |
| 50 m                 | Mirco Di Tora                                                                                      | 25.92      | Sebastiano Ranfagni                                                                         | 26.45    | Marco Malinverno                                                                            | 26.65    |
| 100 m                | Mirco Di Tora                                                                                      | 55.49 - RI | Damiano Lestingi                                                                            | 55.80    | Sebastiano Ranfagni                                                                         | 55.94    |
| 200 m                | Sebastiano Ranfagni                                                                                | 1'59.36    | Mattia Aversa                                                                               | 1'59.71  | Damiano Lestingi                                                                            | 2'00.69  |
| Rana                 | |            |                                                                                             |          |                                                                                             |          |
| 50 m                 | Marco Sommaripa                                                                                    | 28.37      | Riccardo Bartoli                                                                            | 28.45    | Mattia Pesce                                                                                | 28.62    |
| 100 m                | Mattia Pesce                                                                                       | 1'01.88    | Edoardo Giorgetti                                                                           | 1'02.14  | Loris Facci                                                                                 | 1'02.19  |
| 200 m                | Loris Facci                                                                                        | 2'13.23    | Edoardo Giorgetti                                                                           | 2'14.41  | Luca Pizzini                                                                                | 2'15.76  |
| Farfalla             | |            |                                                                                             |          |                                                                                             |          |
| 50 m                 | Rudy Goldin                                                                                        | 24.20      | Paolo Facchinelli                                                                           | 24.66    | Simone Corbò                                                                                | 24.85    |
| 100 m                | Rudy Goldin                                                                                        | 53.41      | Simone Manni                                                                                | 53.67    | Matteo Casenghi                                                                             | 54.18    |
| 200 m                | Michele Cosentino                                                                                  | 1'59.53    | Paolo Villa                                                                                 | 1'59.62  | Francesco Vespe                                                                             | 1'59.67  |
| Misti                | |            |                                                                                             |          |                                                                                             |          |
| 200 m                | Alessio Boggiatto                                                                                  | 2'01.56    | Leonardo Tumiotto                                                                           | 2'02.20  | Federico Turrini                                                                            | 2'02.68  |
| 400 m                | Luca Marin                                                                                         | 4'16.06    | Federico Turrini                                                                            | 4'20.50  | Leonardo Tumiotto                                                                           | 4'22.69  |
| Staffette            | |            |                                                                                             |          |                                                                                             |          |
| 4x100 m stile libero | Gruppo Nuoto Fiamme Gialle Christian Galenda Alessandro Chinellato Klaus Lanzarini Lorenzo Vismara | 3'21.32    | Circolo Canottieri Aniene Simone Ciancarini Marco Belotti Damiano Lestingi Nicola Cassio    | 3'22.75  | Centro Sportivo Carabinieri Mauro Gallo Alessandro Calvi Francesco Vespe Mattia Nalesso     | 3'23.23  |
| 4x200 m stile libero | Circolo Canottieri Aniene Gianfranco Meschini Marco Belotti Alessio Boggiatto Nicola Cassio        | 7'25.75    | Centro Sportivo Carabinieri Mirko Mazzari Nicola Bolzonello Samuel Pizzetti Francesco Vespe | 7'26.64  | Forum Sport Center Francesco Di Pippo Alessio Troiani Francesco Zuccaro Matteo Casenghi     | 7'26.98  |
| 4x100 m misti        | Circolo Canottieri Aniene A Damiano Lestingi Edoardo Giorgetti Marco Belotti Simone Ciancarini     | 3'41.40    | Centro Sportivo Esercito Federico Turrini Marco Sommaripa Rudy Goldin Gianluca Ermeti       | 3'42.31  | Circolo Canottieri Aniene B Mattia Aversa Alessio Boggiatto Andrea Cimadamore Nicola Cassio | 3'44.66  |

### Donne
| Evento               | Oro                                                                                            | Tempo    | Argento                                                                                         | Tempo    | Bronzo                                                                           | Tempo         |
| Stile libero         |                                                                                                |          |                                                                                                 |          |                                                                                  |               |
| 50 m                 | Cristina Chiuso                                                                                | 25.42    | Silvia Copetta                                                                                  | 25.77    | Maria Laura Simonetto                                                            | 26.02         |
| 100 m                | Federica Pellegrini                                                                            | 55.28    | Maria Laura Simonetto                                                                           | 56.04    | Delfina Pinto                                                                    | 56.64         |
| 200 m                | Federica Pellegrini                                                                            | 1'58.59  | Flavia Zoccari                                                                                  | 2'00.87  | Renata Spagnolo                                                                  | 2'02.27       |
| 400 m                | Federica Pellegrini                                                                            | 4'11.11  | Flavia Zoccari                                                                                  | 4'15.52  | Roberta Ioppi                                                                    | 4'17.59       |
| 800 m                | Flavia Zoccari                                                                                 | 8'45.60  | Rachele Bruni                                                                                   | 8'47.01  | Carolina Bianchetto                                                              | 8'51.03       |
| 1500 m               | Rachele Bruni                                                                                  | 16'41.86 | Carolina Bianchetto                                                                             | 16'48.20 | Irene De Biasi                                                                   | 16'49.74      |
| Dorso                |                                                                                                |          |                                                                                                 |          |                                                                                  |               |
| 50 m                 | Elena Gemo                                                                                     | 29.45    | Giorgia Gramillano                                                                              | 29.81    | Federica Voto                                                                    | 29.94         |
| 100 m                | Romina Armellini                                                                               | 1'02.75  | Elena Gemo                                                                                      | 1'02.99  | Elisa Apostoli                                                                   | 1'04.01       |
| 200 m                | Caterina Brighi                                                                                | 2'14.27  | Roberta Ioppi                                                                                   | 2'15.09  | Romina Armellini                                                                 | 2'17.16       |
| Rana                 |                                                                                                |          |                                                                                                 |          |                                                                                  |               |
| 50 m                 | Roberta Panara                                                                                 | 32.07    | Chiara Boggiatto                                                                                | 32.35    | Veronica Demozzi                                                                 | 32.51         |
| 100 m                | Chiara Boggiatto                                                                               | 1'09.84  | Veronica Demozzi                                                                                | 1'10.29  | Ombretta Plos                                                                    | 1'10.80       |
| 200 m                | Chiara Boggiatto                                                                               | 2'31.49  | Irene Bonora                                                                                    | 2'33.08  | Pamela Gabrieli                                                                  | 2'33.14 - RIR |
| Farfalla             |                                                                                                |          |                                                                                                 |          |                                                                                  |               |
| 50 m                 | Cristina Maccagnola                                                                            | 26.93    | Elena Gemo                                                                                      | 27.12    | Ambra Migliori                                                                   | 27.56         |
| 100 m                | Ambra Migliori                                                                                 | 1'00.25  | Ilaria Bianchi                                                                                  | 1'00.61  | Emanuela Albenzi                                                                 | 1'00.99       |
| 200 m                | Caterina Giacchetti                                                                            | 2'12.02  | Ambra Migliori                                                                                  | 2'12.28  | Paola Cavallino                                                                  | 2'12.46       |
| Misti                |                                                                                                |          |                                                                                                 |          |                                                                                  |               |
| 200 m                | Veronica Massari                                                                               | 2'18.35  | Caterina Brighi                                                                                 | 2'18.69  | Erica Buratto                                                                    | 2'19.47       |
| 400 m                | Caterina Brighi                                                                                | 4'48.62  | Veronica Massari                                                                                | 4'50.79  | Erica Buratto                                                                    | 4'51.84       |
| Staffette            |                                                                                                |          |                                                                                                 |          |                                                                                  |               |
| 4x100 m stile libero | Plain Team Veneto A Silvia Copetta Alice Carpanese Diana Luise Maria Laura Simonetto           | 3'47.30  | Circolo Canottieri Aniene A Ambra Migliori Caterina Giacchetti Elena Gemo Federica Pellegrini   | 3'48.65  | DDS srl A Giorgia Mancin Annathea Bened Accornero Roberta Panara Eleonora Celada | 3'49.52       |
| 4x200 m stile libero | Circolo Canottieri Aniene Ambra Migliori Caterina Giacchetti Elena Gemo Federica Pellegrini    | 8'11.99  | Plain Team Veneto A Alice Carpanese Renata Spagnolo Silvia Copetta Maria Laura Simonetto        | 8'17.16  | LaPresse Nuoto Torino A Roberta Ioppi Erica Buratto Alice Gianesini Elisa Pasini | 8'25.82       |
| 4x100 m misti        | Circolo Canottieri Aniene A Romina Armellini Noemi Di Renzo Ambra Migliori Federica Pellegrini | 4'12.10  | Circolo Canottieri Aniene B Elena Gemo Giulia Lorenzetti Caterina Giacchetti Alessandra Morotti | 4'14.80  | DDS srl A Paola Balordi Roberta Panara Cristina Maccagnola Eleonora Celada       | 4'16.32       |